# Чиркова, Тамара Ивановна
Тама́ра Ива́новна Чирко́ва (3 мая 1939, Охотск, Охотский район, Нижнеамурская область, Хабаровский край, РСФСР, СССР — 14 июля 2010, Йошкар-Ола, Марий Эл, Россия) — советский и российский строитель. Начальник Специального строительного управления № 7 Марийского строительного треста (1978—1995). Заслуженный строитель РСФСР (1985).

## Биография
Родилась 3 мая 1939 года в п. Охотск ныне Охотского района Хабаровского края.
В 1960 году окончила Йошкар-Олинский строительный техникум.
С 1960 года — в Марийском строительном тресте: штукатур-маляр, мастер, главный инженер, в 1978—1995 годах — начальник Специального строительного управления № 7. Участвовала в строительстве знаковых зданий г. Йошкар-Олы: Дома Правительства, мэрии, гостиницы «Йошкар-Ола», музыкального училища, Марийского политехнического института, Дворца культуры имени XXX-летия Победы, кинотеатра «Эрвий», республиканского Дома книги.
В 1985 году ей присвоено почётное звание «Заслуженный строитель РСФСР». Награждена орденами Трудового Красного Знамени, «Знак Почёта» и медалями.
Скончалась 14 июля 2010 года в г. Йошкар-Оле.

## Трудовые звания и награды
- Заслуженный строитель РСФСР (1985)[2][4]
- Заслуженный строитель Марийской АССР (1979)[2][4]
- Орден Трудового Красного Знамени (1986)[2][4]
- Орден «Знак Почёта» (1977)[2][4]
- Почётная грамота Президиума Верховного Совета Марийской АССР (1979)

## Память
- Отдельные награды и документы из личного архива заслуженного строителя РСФСР и Марийской АССР Т. И. Чирковой хранятся в Музее истории города Йошкар-Олы[5].